# U dřevěného zvonu
Dům U dřevěného zvonu se nacházel na ulici Wolkerova 6, č. p. 74, v olomoucké městské části Nová Ulice. Domovní znamení v podobě 30 centimetrového dřevěného zvonu bylo zavěšeno ve zvoničce umístěné v průčelí stavby, která byla původně hostincem. Po rekonstrukci přízemní budovy přibylo nově vystavěné patro restaurace a znamení bylo zavěšeno pod malou stříšku. Od roku 1957 je znamení uloženo v depozitáři Vlastivědného muzea a na místě někdejšího hostince stojí budova KHS.